# Kostenets (pueblo)

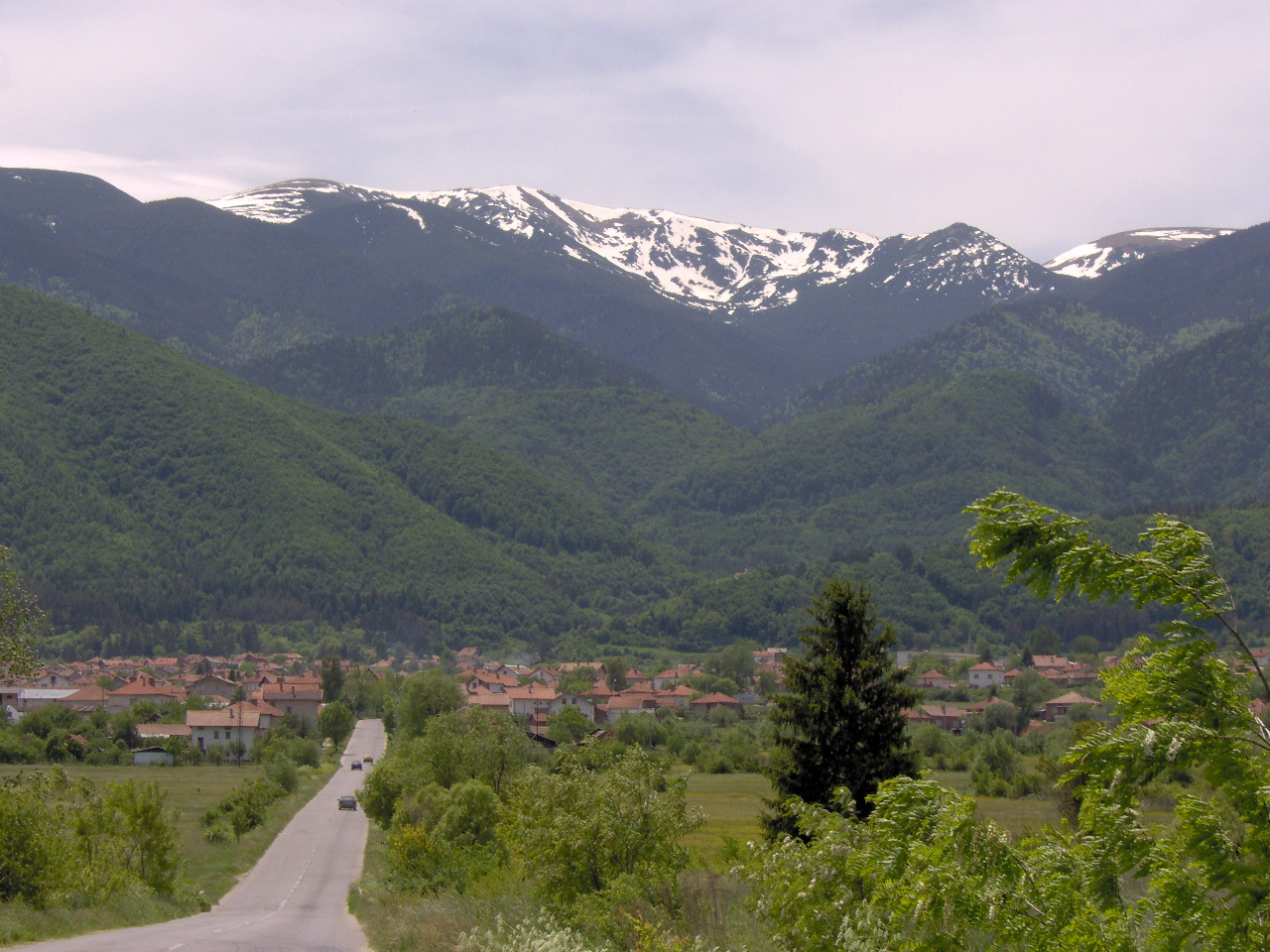
Entrada de la villa de Kostenets.

Kostenets es una villa situada en la Sofía dentro del municipio de Kostenets, en Bulgaria. Conforme al censo de 2000 la villa posee una población de 4.201 habitantes, lo que la convierte en una de las villas más pobladas de Bulgaria. 